# Mehano
Mehano je slovenska tovarna igrač.

## Zgodovina
Tovarna je bila ustanovljena leta 1952 pod imenom MEHANOTEHNIKA, podjetje za proizvodnjo in prodajo kovinskih in plastičnih izdelkov.
Tovarna je ime dobila po prvi igrači, ki jo je izdelovala, in sicer po sestavljanki. Na začetku podjetje ni imelo svojih prostorov. Leta 1953 so prostore uredili v Izoli in kupili so prve stroje. 
Ker so prostori postali premajhni, so se leta 1959 preselili na lokacijo, na kateri so potem delovali do leta 2009.  
Leta 1962 so v Materiji odprli nov obrat, ki je sprva proizvajal le določene polizdelke, po letu 1971 pa so se osredotočili samo na proizvodnjo plišastih igrač. 
V 60. letih 20. stoletja je Mehanotehnika začela sodelovati s Katedro za psihologijo na Filozofski fakulteti v Ljubljani in skupaj sta vodili projekt dobre igrače. Zato je Mehanotehnika pričela izdelovati igrače z višjimi psiho-pedagoškimi vrednostmi.
Tovarna je kmalu postala znana po vsej nekdanji Jugoslaviji in tudi zunaj jugoslovanskih meja. Od samih začetkov so sodelovali na največjem sejmu igrač v nemškem Nürnbergu. 
Po letu 1990 se je tovarna preimenovala, in sicer je bilo novoizbrano ime krajše, a je ohranjalo tradicijo in sloves nekdanjega – Mehano. Po razpadu jugoslovanskega trga se je podjetje usmerilo večinoma v izvoz – več kot 95 % proizvodnje so izvozili na tuje trge.
Zaradi likvidnostnih težav je podjetje konec leta 2008 po 56 letih prenehalo s proizvodnjo. 
Leta 2010, po dveletnem premoru, so bile ponovno vzpostavljene nekatere že znane in tudi nove blagovne znamke tovarne Mehano (My First Train, prenosnika Bimbo in Hello Kitty, Train Line, Speed Trains in nova celostna podoba za železniške garniture). Izdelki so narejeni na Kitajskem. 

## Proizvodi
- Program železnic za zbiratelje v skalah N, TT in H0 (Prestige)
- Železniške garniture za začetnike v skalah N in H0 (Hobby)
- Pisalni stroji
- Elektronske didaktične igrače
- Didaktični kompleti
- Plišaste igrače
- Vozila na daljinsko upravljanje
- Plovila na daljinsko upravljanje
- Dirkalne steze
- Plastična vozila
- Modeli avtomobilov